# Великий Оєш
Великий Оєш (рос. Большой Оеш) — присілок у Коливанському районі Новосибірської області Російської Федерації.
Входить до складу муніципального утворення Робітниче селище Коливань. Населення становить 669 осіб (2010).

## Історія
Згідно із законом від 2 червня 2004 року органом місцевого самоврядування є Робітниче селище Коливань.

## Населення
| 2002 | 2007 | 2010 |
| ---- | ---- | ---- |
| 649  | ↘625 | ↗669 |